# صاحب ديوان
صاحب‌ ديوان هي قرية في مقاطعة مشكين شهر، إيران. يقدر عدد سكانها بـ 590 نسمة بحسب إحصاء 2016.